# Châu Thành, Tây Ninh
Châu Thành là xã thuộc tỉnh Tây Ninh, Việt Nam.
Xã Châu Thành được thành lập ngày 16 tháng 6 năm 2025 theo Nghị quyết số 1682/NQ-UBTVQH15  của Ủy ban Thường vụ Quốc hội  trên cơ sở sáp nhập  toàn bộ diện tích tự nhiên, quy mô dân số của thị trấn Châu Thành, xã Đồng Khởi, xã An Bình và một phần diện tích tự nhiên, quy mô dân số của xã Thái Bình  . Xã này chính thức hoạt động từ ngày 01 tháng 7 năm 2025.

## Địa lý
Xã Châu Thành có vị trí địa lý:
- Phía đông giáp các phường Bình Minh, Tân Ninh và Thanh Điền
- Phía tây giáp xã Hảo Đước
- Phía bắc giáp xã Trà Vong
- Phía nam giáp xã Ninh Điền

Xã Châu Thành có diện tích 93,41 km², dân số năm 2025 là 51.901 người

## Hành chính
Thị trấn Châu Thành được chia thành 4 khu phố: 1, 2, 3, 4.

## Lịch sử
Ngày 30 tháng 9 năm 1998, Chính phủ ban hành Nghị định số 80/1998/NĐ-CP. Theo đó, thành lập thị trấn Châu Thành trên cơ sở điều chỉnh 573 ha diện tích tự nhiên, 7.858 nhân khẩu của xã Trí Bình và 182 ha diện tích tự nhiên, 1.100 nhân khẩu của xã Thái Bình.
Thị trấn Châu Thành có 755 ha diện tích tự nhiên và 8.958 nhân khẩu.